# Адиафора
Адиа́фора (др.-греч. ἀδιάφορος «неразличимый», «безразличный»):
- в философии стоиков: безразличные вещи, ничего не значащие для достижения счастья (например, бедность и богатство).
- в христианстве: то, что не имеет значения для спасения.

## Адиафора в философии
Адиафора в философском смысле является термином для фиксации индифферентного, представляющего собой «морально-безразличное», то, что не имеет непосредственного отношения к моральному благу или злу. Разделение сущего на благо, зло и то, что «между ними» (то есть ни то, ни другое), восходит к Платону, формировалось параллельно в академической и кинической традициях, а к концу IV в. до н. э. стало нормой. В этике раннего стоицизма понятие адиафоры приобрело особое значение и стало техническим термином, обозначающим «природные», но «не зависящие от нас», «внешние» вещи, не являющиеся объектом морального выбора (конечной целью). В свою очередь, адиафора делится (по принципу соответствия «природе») на «предпочитаемое» (здоровье, сила, богатство и т. п.), «непредпочитаемое» (отсутствие первого) и «безразличное» в узком смысле (не вызывающее ни стремления, ни отталкивания: н-р, две одинаковые монеты). И. Г. Фихте утверждал, что в этике не может быть адиафоры.

## Адиафора в христианстве
Под адиафорой понимается то, что несущественно для веры и спасения, однако позволительно христианам или разрешено в церкви.

Наиболее ярким примером адиафоры в Новом Завете является вопрос о том, могут ли христиане употреблять в пищу идоложертвенное, на который апостол Павел отвечает так:

Итак об употреблении в пищу идоложертвенного мы знаем, что идол в мире ничто, и что нет иного Бога, кроме Единого. Но не у всех такое знание: некоторые и доныне с совестью, признающею идолов, едят идоложертвенное как жертвы идольские, и совесть их, будучи немощна, оскверняется. Пища не приближает нас к Богу: ибо, едим ли мы, ничего не приобретаем; не едим ли, ничего не теряем. Берегитесь однако же, чтобы эта свобода ваша не послужила соблазном для немощных. Ибо если кто-нибудь увидит, что ты, имея знание, сидишь за столом в капище, то совесть его, как немощного, не расположит ли и его есть идоложертвенное? И от знания твоего погибнет немощный брат, за которого умер Христос. А согрешая таким образом против братьев и уязвляя немощную совесть их, вы согрешаете против Христа. И потому, если пища соблазняет брата моего, не буду есть мяса вовек, чтобы не соблазнить брата моего. (I Кор. 8:4, 7-13)
Таким образом, для верующего не было ничего предосудительного в том, что он вкушал идоложертвенное, ибо он знал, что идолов (то есть т. н. богов) не существует. Однако некоторые (новобращённые, например) могли признавать их существование и, тем не менее, есть мясо, принесённое в жертву идолам, хотя бы они и понимали, что поступают неправильно. А если «зрелый» христианин будет есть такое мясо в их присутствии, то и немощные начнут делать так, будучи всё же осуждаемы совестью своей. И в этом случае первый христианин уже обязан прекратить употреблять в пищу идоложертвенное, это уже не дело его свободного усмотрения (адиафора), так как его брат может погибнуть. «Безразличные вещи» оцениваются по внутреннему мотиву и цели человеческого сердца.
Существует ещё одно важное правило: в спорах с другими учение Церкви не может быть адиафорой, его надо держаться твёрдо. И такой пример виден в том, как апостол Павел поступал с новобращёнными:
…обрезал его [Тимофея] ради Иудеев, находившихся в тех местах; ибо все знали об отце его, что он был Еллин. (Деян.16:3)
…они [братья в Иерусалиме] и Тита, бывшего со мною, хотя и Еллина, не принуждали обрезаться… мы ни на час не уступили и не покорились, дабы истина благовествования сохранилась у вас. (Гал. 2:3, 5)
Иными словами, Павел обрезал Тимофея ради иудеев, чтобы это не стало для них преткновением. В случае же с Титом Павел отказался делать это, так как его принуждали и речь шла о самом учении церкви, где нет уже «ни Еллина, ни Иудея, ни обрезания, ни необрезания» (Кол. 3:11).

### Вопросы адиафоры во времена Реформации
Вопрос адиафоры резко встал во времена Реформации. В 1548 году, через два года после смерти М. Лютера, был объявлен Аугсбургский интерим — временное соглашение между католиками и протестантами, согласно которому протестанты были вынуждены пойти на значительные уступки. Среди них был отказ от фундаментальной доктрины спасения только верою. Ф. Меланхтон утверждал, что иные, не относящиеся к доктрине «sola fide», различия между католиками и протестантами не имеют значения, они суть адиафора (с чем, однако, не согласились гнесиолютеране).
В X артикуле Формулы согласия (1577) непринципиальными вопросами названы церковные обряды. Так, любая община может изменять их по своему усмотрению, чтобы они были наиболее полезны и назидательны. Тем не менее, во времена преследований не до́лжно уступать врагам в отношении вопросов адиафоры, ибо в таких случаях имеет место сохранение христианской свободы. Соответственно, ни одна церковь не должна порицать другую церковь за то, что её не заповеданные Богом церемонии более или менее поверхностны.